# Běh na lyžích na Zimních olympijských hrách 2014 – kvalifikace
Tento článek pojednává o kvalifikačních kritériích pro účast v závodech v běhu na lyžích na Zimních olympijských hrách 2014.

## Kvalifikační kritéria
Na Zimních olympijských hrách 2014 v Soči byla stanovena kvóta maximálně 310 startujících závodníků a závodnic. Každý národní olympijský výbor mohlo reprezentovat maximálně 20 závodníků, a to nejvýše 12 v mužské nebo 12 v ženské kategorii.
Pro účast v závodech museli závodníci splnit některé z limitů A nebo B. Limit A stanovoval počet získaných FIS bodů (bodů Mezinárodní lyžařské federace) pro účast v jednotlivých typech závodů. Pokud závodník získal maximálně 100 FIS bodů v distančních závodech, mohl nastoupit do distančních závodů nebo sprintů nebo obou typů závodů na olympijských hrách. Pokud závodník získal 120 FIS bodů ve sprintech, mohl nastoupit do závodů ve sprintu a také do závodů na 10 km klasicky (ženy) nebo 15 km klasicky (muži) za předpokladu, že nezískal 300 FIS bodů v distančních závodech.
Národní olympijské výbory, jejichž závodníci nesplňovali limity A, mohly do závodu nominovat po jednom lyžaři každého pohlaví, a to splněním limitu B. Toto kritérium se označuje jako základní kvóta. Ta předpokládá, že závodník startující podle limitu B získal maximálně 300 FIS bodů nejpozději do 20. ledna 2014. Závodníci se splněným limitem B mohli nastoupit pouze do závodů 10 km klasicky (ženy) a 15 km klasicky (muži). Kvalifikační období pro splnění limitů odstartovalo v červenci 2012 a skončilo 20. ledna 2014.

### Přidělení kvót
Základní kvóta
Základní kvóta povolovala každému národnímu olympijskému výboru nominovat jednoho závodníka každého pohlaví splněním limitu B.
Umístění mezi 300 nejlepšími v seznamu FIS bodů
Každému národnímu olympijskému výboru bylo přiděleno další místo pro účast v závodech tehdy, jestliže se závodník umístil na seznamu získaných FIS bodů mezi 300 nejvýše postavenými lyžaři. Kritérium platilo shodně pro obě pohlaví.
Umístění mezi 30 nejlepšími v seznamu FIS bodů
Každému národnímu olympijskému výboru bylo přiděleno další místo pro účast v závodech tehdy, jestliže se závodník umístil na seznamu získaných FIS bodů mezi 30 nejvýše postavenými lyžaři. Pokud se některý závodník umístil mezi nejvýše 30 postavenými závodníky ve více disciplínách nebo měl některý národ více lyžařů mezi nejvýše 30 postavenými lyžaři v různých disciplínách, získal možnost startu až dvou dalších závodníků. Kritérium platilo shodně pro obě pohlaví.
Zbývající kvóty
Zbývající kvóty byly jednotlivým národním olympijským výborům přiřazovány do 20. ledna 2014, a to dokud nebylo dosaženo maximálního počtu 310 startujících lyžařů. Pokud dosáhl některý národ maximálního počtu závodníků, jeho další závodníci byli v seznamu vynecháni.
Každý sportovec mohl být na seznam startujících závodníků započítán jen jednou. Pokud splnil jeden lyžař některého národu všechna tři kritéria současně, získal národní olympijský výbor pouze jedno místo, nikoliv další tři.

## Kvalifikované země
Seznam kvalifikovaných národů platný k 23. prosinci 2013.
| Národní olympijský výbor | Muži | Ženy | Přidělené kvóty | Závodníků |
| ------------------------ | ---- | ---- | --------------- | --------- |
| Alžírsko                 | 1    |      |                 | 1         |
| Andorra                  | 1    |      |                 | 1         |
| Argentina                | 1    |      |                 | 1         |
| Arménie                  | 2    | 1    |                 | 3         |
| Austrálie                | 2    | 1    |                 | 2         |
| Bělorusko                | 2    | 2    |                 | 4         |
| Bosna a Hercegovina      | 1    | 1    |                 | 2         |
| Brazílie                 | 1    | 1    |                 | 2         |
| Bulharsko                | 2    | 2    |                 | 4         |
| Čína                     | 2    | 2    |                 | 4         |
| Česko                    | 3    | 2    | 2               | 7         |
| Dánsko                   | 1    | 1    |                 | 2         |
| Estonsko                 | 2    | 2    | 1               | 5         |
| Finsko                   | 4    | 4    | 12              | 20        |
| Francie                  | 3    | 3    | 7               | 13        |
| Chile                    | 1    |      |                 | 1         |
| Chorvatsko               | 1    | 1    |                 | 2         |
| Island                   | 1    |      |                 | 1         |
| Indie                    | 1    |      |                 | 1         |
| Írán                     | 1    | 1    |                 | 2         |
| Irsko                    | 1    |      |                 | 1         |
| Itálie                   | 4    | 2    | 8               | 14        |
| Jižní Korea              | 1    | 1    |                 | 2         |
| Japonsko                 | 2    | 3    |                 | 5         |
| Kanada                   | 3    | 3    | 10              | 16        |
| Kazachstán               | 4    | 2    | 2               | 8         |
| Lichtenštejnsko          | 1    |      |                 | 1         |
| Litva                    | 1    | 1    |                 | 2         |
| Lotyšsko                 | 1    | 1    |                 | 2         |
| Lucembursko              | 1    |      |                 | 1         |
| Maďarsko                 | 1    | 1    |                 | 2         |
| Makedonie                | 1    | 1    |                 | 2         |
| Moldavsko                | 1    | 1    |                 | 2         |
| Mongolsko                | 1    | 1    |                 | 2         |
| Německo                  | 4    | 4    | 12              | 20        |
| Nepál                    |      | 1    |                 | 1         |
| Nizozemsko               |      | 1    |                 | 1         |
| Norsko                   | 4    | 4    | 12              | 20        |
| Nový Zéland              | 1    | 1    |                 | 2         |
| Peru                     | 1    |      |                 | 1         |
| Polsko                   | 2    | 3    | 2               | 7         |
| Rakousko                 | 3    | 3    | 1               | 7         |
| Rumunsko                 | 1    | 1    |                 | 2         |
| Rusko                    | 4    | 4    | 12              | 20        |
| Řecko                    | 1    | 1    |                 | 2         |
| Slovensko                | 2    | 3    |                 | 5         |
| Slovinsko                | 2    | 4    | 1               | 7         |
| Spojené státy americké   | 3    | 4    | 11              | 18        |
| Srbsko                   | 1    | 1    |                 | 2         |
| Španělsko                | 1    | 1    |                 | 2         |
| Švédsko                  | 4    | 4    | 12              | 20        |
| Švýcarsko                | 4    | 2    | 9               | 15        |
| Togo                     |      | 1    |                 | 1         |
| Turecko                  | 1    | 1    |                 | 2         |
| Ukrajina                 | 2    | 2    | 3               | 7         |
| Velká Británie           | 2    | 1    |                 | 3         |
| Celkem: 57 NOV           | 102  | 86   | 121             | 310       |

### Muži
| Kritéria                                                                         | Počet závodníků NOV | Celkem závodníků | Kvalifikované země |
| -------------------------------------------------------------------------------- | ------------------- | ---------------- | --- |
| Umístění mezi nejlepšími 300, základní kvóta + dvě umístění mezi nejlepšími 30   | 4                   | 32               | Finsko · Německo · Itálie · Kazachstán · Norsko · Rusko · Švýcarsko · Švédsko |
| Umístění mezi nejlepšími 300, základní kvóta + jedno umístění mezi nejlepšími 30 | 3                   | 15               | Rakousko · Kanada · Česko · Francie · Spojené státy americké |
| Umístění mezi nejlepšími 300 + základní kvóta                                    | 2                   | 26               | Arménie · Austrálie · Bělorusko · Bulharsko · Čína · Estonsko · Velká Británie · Japonsko · Polsko · Rumunsko · Slovensko · Slovinsko · Ukrajina |
| Základní kvóta                                                                   | 1                   | 29               | Alžírsko · Andorra · Argentina · Belgie · Bosna a Hercegovina · Brazílie · Chile · Chorvatsko · Dánsko · Řecko · Maďarsko · Island · Indie · Írán · Irsko · Lotyšsko · Lichtenštejnsko · Litva · Lucembursko · Makedonie · Moldavsko · Mongolsko · Nepál · Nový Zéland · Peru · Srbsko · Jižní Korea · Španělsko · Turecko |
| Celkem                                                                           |                     | 102              | |

### Ženy
| Kritéria                                                                         | Počet závodnic NOV | Celkem závodnic | Kvalifikované země |
| -------------------------------------------------------------------------------- | ------------------ | --------------- | --- |
| Umístění mezi nejlepšími 300, základní kvóta + dvě umístění mezi nejlepšími 30   | 4                  | 28              | Finsko · Německo · Norsko · Rusko · Slovinsko · Švédsko · Spojené státy americké · |
| Umístění mezi nejlepšími 300, základní kvóta + jedno umístění mezi nejlepšími 30 | 3                  | 15              | Rakousko · Kanada · Francie · Japonsko · Polsko |
| Umístění mezi nejlepšími 300 + základní kvóta                                    | 2                  | 20              | Bělorusko · Bulharsko · Čína · Česko · Estonsko · Itálie · Kazachstán · Slovensko · Švýcarsko · Ukrajina |
| Základní kvóta                                                                   | 1                  | 23              | Arménie · Austrálie · Bosna a Hercegovina · Brazílie · Chorvatsko · Dánsko · Velká Británie · Řecko · Maďarsko · Írán · Lotyšsko · Litva · Makedonie · Moldavsko · Mongolsko · Nizozemsko · Nový Zéland · Rumunsko · Srbsko · Jižní Korea · Španělsko · Togo · Turecko |
| Celkem                                                                           |                    | 86              | |